# Système éducatif au Turkménistan
Le système éducatif turkmène est sous la responsabilité du ministère de l'Éducation turkmène à tous les niveaux.

## Histoire
Au Turkménistan, le système éducatif est constitué de 12 années d'enseignement. L'enseignement supérieur dure désormais 5 ans. En 2007, un million d'enfants suivaient l'enseignement secondaire et environ 100 000 commençaient leur première année de cours élémentaire. Durant l'année 2010-2011, 931 272 élèves étaient inscrit dans les établissements d'enseignement généraux : 373 160 dans les zones urbaines et 558 112 dans les zones rurales. Il y avait un total de 1 730 écoles – 1 232 dans les campagnes et 498 dans les zones urbaines, selon le Comité national de la statistique. Quelque 69 437 professeurs exerçaient. Le Turkménistan a introduit l'enseignement en 12 années durant l'année scolaire 2013-2014.
En 1996, le ministère de l'Éducation du Turkménistan a offert la possibilité pour les organismes d'État et privés d'ouvrir des cursus de formation courts.
Actuellement, un certain nombre de centres de formations publics et privés opèrent au Turkménistan. Ils proposent principalement des cours de langue, d'informatique, de mathématiques et de comptabilité. Ils fonctionnent sur la base de licences attribuées par le ministère de l'Éducation turkmène.
Il y a plus de dix centres de formations en langues parmi lesquels ceux de Calicat, Gujurly Nesil, Päk Nesil, Ilkinji Gadam, Yşyk Çesmesi, Zehinli Nesil, Altyn Göreç, Erenler, Dilkom, Günbatar şapagy, etc.

## Universités
Il y a 23 établissements d'enseignement supérieur au Turkménistan. 18 sont civils et 5 sont militaires.
- l'université d'État turkmène Magtymguly ;
- l'institut d'État des langues du monde Döwletmämmet Azady ;
- l'université d'agriculture S. A. Nyýazow ;
- l'institut d'État d'économie et de management ;
- l'institut de pédagogie Seýitnazar Seýdi à Türkmenabat ;
- l'institut d'État d'ingénierie énergétique à Mary ;
- l'université médicale d'État ;
- l'académie des arts d'État ;
- l'institut des finances ;
- le conservatoire national ;
- l'institut d'État d'architecture et de construction ;
- l'institut d'État de la culture ;
- l'institut d'État des transports et des communications ;
- l'université Oguz Khan des technologies d'ingénierie.

Il y a 3 établissements d'enseignement supérieur internationaux :
- l'institut internationale sur le gaz et le pétrole
- l'institut des relations internationales du ministère des Affaires Étrangères turkmène
- l'université internationale d'humanités et du développement
- l'université turco-turkmène internationale, désormais fermée

Parmi les établissements d'enseignement supérieur militaires, il y a :
- l'institut du ministère de la défense
- l'institut du ministère des affaires intérieures S. A. Niyazov ou académie de police
- l'institut du ministère de la sécurité nationale
- l'institut de la sécurité aux frontières

## Formation de 2e et 3e cycle
L'enseignement de 2e et 3e cycle est possible grâce à l'académie des sciences turkmène, rétablie en 2007. L'accès à l'enseignement de 2e et 3e cycle est limité par un quota qui doit être approuvé par le président turkmène. En 2013, le quota était de 55 diplômés des universités nationales, deux places supplémentaires ont été accordées aux études doctorales, 42 aux résidents cliniques, une place pour chacun des 241 candidats pour un diplôme de candidat ès sciences, 9 places pour un diplôme doctoral.